# Project Seven
『Project Seven』（プロジェクトセブン）は、七瀬晶のSF小説。当初はインターネット上のメールマガジンで配信されていた。

## 概要
日常のあらゆる場面でIT化が進む近未来社会で起こるサイバーテロを描いている。
2004年にアルファポリスが主催する出版支援サービス「ドリームブッククラブ」にエントリし、2005年9月に出版された。

## 登場人物
望月 奈々
女子高生ハッカー。
藤田 譲
WSソリューション社でエクセレントアイディア(EI)と呼ばれるプログラミング言語を開発しているプログラマ。
デヴィン・ルーセント
オペレーティングシステム「S/OS」を開発した伝説的なハッカー。

## 評価
風野春樹は、S-Fマガジン誌上で、インターネット黎明期の熱気を感じさせるとしながらも、登場人物の思考が幼く感じると述べている。

## 書誌情報
- 単行本『Project Seven』
  - 2005年9月30日発行、ISBN 4-434-06732-X
- アルファポリス文庫『Project Seven』
  - 2007年10月15日発行、ISBN 978-4-434-11092-4